# Гладкие киты
Гладкие киты (лат. Balaenidae) — семейство млекопитающих парвотряда усатых китов.

## Общее описание
К этому семейству относятся наиболее массивные, неуклюжие и большеголовые киты. Название обусловлено тем, что брюхо и горло у них гладкие, лишённые борозд и полос. Размеры крупные — длина тела от 11 до 18 (реже 21) м, масса от 30 до 80–100 т. Наиболее типична длина тела в 13–16 м. Самки южных китов на 0,3–1 м крупнее самцов. Голова огромная, составляет 1/4–1/3 длины тела. Тело толстое, округлое, со значительным слоем подкожного жира, достигающим на спине 36 см. Шейный перехват не выражен. Для взрослых гренландских китов характерны 2 горба на спине, видимые в профиль. Хвостовой плавник широкий — до 40 % длины тела, с заострёнными концами и сильной выемкой в середине. Спинной плавник отсутствует. Грудные плавники короткие и широкие, веслообразные.
Свод нёба и, как следствие, ротовая полость очень высокие из-за изогнутых верхних челюстей. Пластины китового уса эластичные и узкие, достигают длины 2,5–4,5 м; с внутренней стороны покрыты длинной, тонкой бахромой, похожей на волоски. Цвет пластин тёмный или чёрный; у молодых животных светлее. Число пластин в каждой части челюсти — от 210 до 360. Правый и левый ряды пластин не соединены спереди. Глотка, в отличие от большинства усатых китов, гладкая. Щель закрытого рта искривлена в виде высокой дуги, обращённой выпуклостью вверх, поднимается выше глаз. Окрас кожи обычно тёмно-серый, тёмно-синий или чёрный, с редкими беловатыми и сероватыми пятнами. Головы южных китов покрыты многочисленными роговыми кожными наростами и мозолями, которые имеются уже у эмбрионов. На наростах и просто на коже китов в изобилии живут китовые вши и прочие паразиты, придавая участкам кожи белую, розоватую, жёлтую или оранжевую окраску. Гладкие киты выбрасывают через свои широко расставленые ноздри двухструнные фонтаны в форме буквы V. Высота фонтана — до 5–7 м над поверхностью моря.
Самцы гладких китов обладают, вероятно, самыми крупными яичками среди животных — их масса достигает 500 кг, что, однако, составляет менее 1 % массы взрослого кита.

## Образ жизни и численность

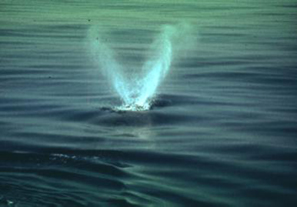
Характерный фонтан гладкого кита

Ареал семейства охватывает Северный Ледовитый, Атлантический и Тихий океаны между 20 и 60°. Северный вид Eubalaena glacialis обитает в Северной Атлантике, японский кит встречается в северной части Тихого океана, от Японии до Аляски, южный вид Eubalaena australis — в умеренных и холодных водах Южного полушария. Гренландский кит распространён в холодных водах Северного полушария, где его обитание связано с плавучими льдами. В открытом море редки, держатся у берегов и на континентальном шельфе.
Плавают гладкие киты медленно, глубоко не погружаются, придерживаясь поверхностных слоёв воды, где встречаются большие скопления их единственной пищи — мелких планктонных ракообразных (в основном, каланусов, Calanus). Реже поедают небольших (4–5 мм) крылоногих моллюсков. Рыбой не питаются. Заплывая в скопление планктона, киты открывают пасть и отфильтровывают пищу из воды при помощи китового уса. Планктон затем счищается с пластин языком. За пищей обычно погружаются не глубже 15–18 м, оставаясь под водой по 10–20 минут. Скорость спокойно плывущего кита около 7 км/ч, напуганного или раненного — до 14 км/ч. Несмотря на медлительность, гладкие киты способны совершать мощные многократные прыжки, стремительно выныривая из воды, подниматься над поверхностью воды вертикально и даже делать «стойку на голове» (Eubalaena australis). Довольно игривы и любознательны, особенно молодые особи; могут играть с предметами в воде.
Гладкие киты держатся поодиночке или группами из 3–4 особей, особенно в местах скопления корма. Песни у китов этого семейства довольно простые; как правило, они издают звуки на частоте около 500 Гц. Миграции выражены довольно слабо. Никогда не заплывают в тропические воды, поскольку толстый слой подкожного жира ухудшает теплообмен. Биология размножения изучена мало. Длительность беременности — около 12 месяцев. Детёныши южных китов в Северном полушарии рождаются с января по апрель; гренландских китов с марта по август, чаще всего в мае. Длина новорожденного гладкого кита — 4,5–5,2 м. Родительский инстинкт сильно развит. Самка приносит 1 детёныша раз в 2 (южные киты) или 3–4 года (гренландский кит). Продолжительность жизни 40 лет и более. Единственными врагами молодых гладких китов являются косатки и, реже, крупные акулы.

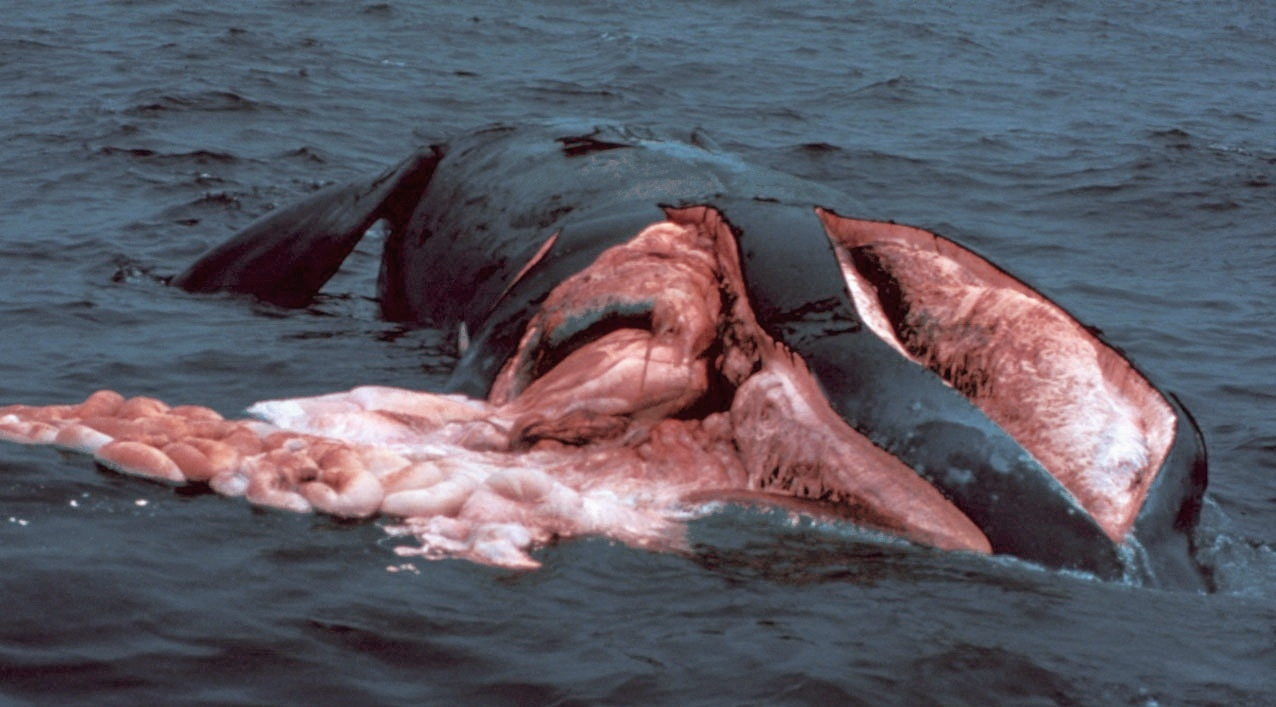
Мёртвый гладкий кит после столкновения с гребным винтом судна

Гладкие киты были сильно истреблены ещё до механизации китобойного промысла, поскольку их легко поймать: они обитают недалеко от берега, у поверхности воды, медлительны, а убитые киты держатся на поверхности воды за счёт большого количества (до 40 % веса тела) подкожного жира, облегчая буксировку. В настоящее время гладкие киты немногочисленны и не имеют хозяйственного значения. Численность северных гладких китов оценивается всего в 300 особей, японских — в 200, южных — в 7500 особей. Два первых вида занесены в списки Международной Красной книги как вымирающие виды, популяция южных гладких китов постепенно восстанавливается, увеличиваясь примерно на 7 % в год. Охота на гладких китов с 1937 года запрещена международной конвенцией. Добыча небольшого количества китов разрешена лишь аборигенному населению. Одну из основных угроз для гладких китов представляют столкновения с судами во время миграций, во время которых киты пересекают судоходные маршруты Северного полушария.

## Список видов
К семейству в настоящее время относятся 2 рода и 4 вида:
- Balaena Linnaeus, 1758 — Гренландские киты
  - Balaena mysticetus Linnaeus, 1758 — Гренландский кит
- Eubalaena Gray, 1864 — Южные киты — также называются и «гладкими».
  - Eubalaena australis (Desmoulins, 1822) — Южный гладкий кит
  - Eubalaena glacialis (Müller, 1776) — Северный гладкий кит
  - Eubalaena japonica (Lacépède, 1818) — Японский кит

Род южных китов изначально считался монотипическим, разделённым на 3 подвида. Недавнее изучение генома самих китов и обитающих на них китовых вшей позволило установить, что разные популяции южных китов не скрещивались не менее 3-5 миллионов лет. Ископаемые остатки ещё 5 видов китов рода Balaena, живших в конце миоцена — начале плейстоцена, были обнаружены в Европе и Северной Америке: B. affinis, B. etrusca, B. montalionis, B. primigenius и B. prisca (последний, вероятно, предок гренландского кита). Ближайшее к ним ископаемое китообразное, Morenocetus, датируется возрастом в 23 млн лет.